# Acanthephippium parviflorum
Acanthephippium parviflorum là một loài thực vật có hoa trong họ Lan. Loài này được Hassk. mô tả khoa học đầu tiên năm 1844.